# Concoctio concenta
Concoctio es un género de hormigas que solo contiene la especie Concoctio concenta; algunos la consideran un sinónimo más moderno de Prionopelta. Se distribuyen por el África subsahariana. Se desconocen los machos.